# Anatragus pulchellus
Anatragus pulchellus är en skalbaggsart som först beskrevs av John Obadiah Westwood 1845.  Anatragus pulchellus ingår i släktet Anatragus och familjen långhorningar.
Artens utbredningsområde är:
- Angola.
- Benin.
- Gabon.
- Ghana.
- Sierra Leone.

Inga underarter finns listade i Catalogue of Life.